# Castle Hill (Ipswich)
Castle Hill is een wijk in Ipswich, in het Engelse graafschap Suffolk. In 2001 telde de wijk 7528 inwoners.